# Asahduren
Asahduren is een bestuurslaag in het regentschap Jembrana van de provincie Bali, Indonesië. Asahduren telt 3341 inwoners (volkstelling 2010).